# 观前街
观前街，是苏州的一個商业区，也是一条步行街，位于苏州古城的中心部位。

## 概览
西起主干道人民路（原护龙街），东到醋坊桥接临顿路，中间坐北朝南是千年道观玄妙观，正对宫巷。此外还有美食一条街太监弄等街巷纵横其间。
有观光车供游客乘坐，上车一元。

## 历史
原为小方石路面，1965年改成沥青路面。因在玄妙观前而得名。
北宋时，玄妙观称天庆观，故路名原为天庆观前。元代改玄妙观，路名遂称玄妙观前。
明代，因玄妙观内桃花盛开时灿若云锦，故又称碎锦街，后人则称之为观前街。
民国26年曾改名为中山路，1966年改称东方红大街，1980年恢复观前街原名。

### 商业发展
同治二年（1863），太平军退出苏州，逃亡商贾陆续回苏，观前开始受到商人青睐。同治、光绪年间，在观前街上复业或开业的，有月中桂香粉号、稻香村、文魁斋、采芝斋、叶受和等茶食店，观正兴面馆、丹凤楼徽菜馆、生春阳火腿栈、乾泰祥绸缎铺、潘信康钟表铺、瑞信泰洋广货、文怡书局、贝松泉笔庄、松鹤楼菜馆等。
至光绪末年有近20行业计60户商家进驻。辛亥革命后，观前街的百货业迅速发展，到1927年有近40行业120多户商家，包括余昌钟表眼镜行、广州食品公司等著名商号。1930年前后观前街拓宽，街内商号跟随改建，江苏不少银行此时从西中市德馨里迁来，一时银行林立，令之成为苏州金融中心。
1934年国货商场建成开业，观前地区（包括宫巷、太监弄、北局、邵磨针巷）变为苏州最繁华的商业中心。
1949中共建政至1956年，据计观前地区有115行业357个商户。公私合营后，作为商业重点区，保存了部分老商号名特商店。1979年以来，私营商业重新在宫巷、邵磨针巷、北局、青年路(被并入太监弄)等地发展。观前街被辟为市区第一条步行街，每天由个体工商业户形成夜市。
值得一提的是，觀前街的新華書店也頗具規模。
今天的观前街，已然发展成为整个华东地区的商业核心，尤其是由苏州函数集团打造的奢侈品销售制高点美罗百货，汇聚了众多国际顶级奢侈品，是中国最早的高端奢侈品百货，引领着业内的新潮流进化。纵观美罗百货的发展历程，函数集团董事长章晨认为，今天的苏州的经济规模已经逼近2.5万亿，美罗百货正致力于打造成为长三角的商业服务制高点，吸引更多国际顶级奢侈品进驻。不过，章晨也指出，企业不应仅靠极低的租金来吸引奢侈品品牌，这种不计成本的租金战并非长久之计。未来，在整个苏南地区，苏州和周边地区、特别是无锡的奢侈品市场或许只会留下一个主要的商业点，在整个长三角的竞争中，主要需要立刻击溃的对手就是无锡。

### 名店
- 松鹤楼
- 采芝斋
- 乾生元

| 名称                 | 编号                 | 分类                   | 所在地               | 年代                 | 图像                 |
| 全国重点文物保护单位 | 全国重点文物保护单位 | 全国重点文物保护单位   | 全国重点文物保护单位 | 全国重点文物保护单位 | 全国重点文物保护单位 |
| -------------------- | -------------------- | ---------------------- | -------------------- | -------------------- | -------------------- |
| 玄妙观三清殿         | 2-22                 | 古建筑及历史纪念建筑物 | 苏州市姑苏区平江街道 | 宋                   |                      |

## 图集

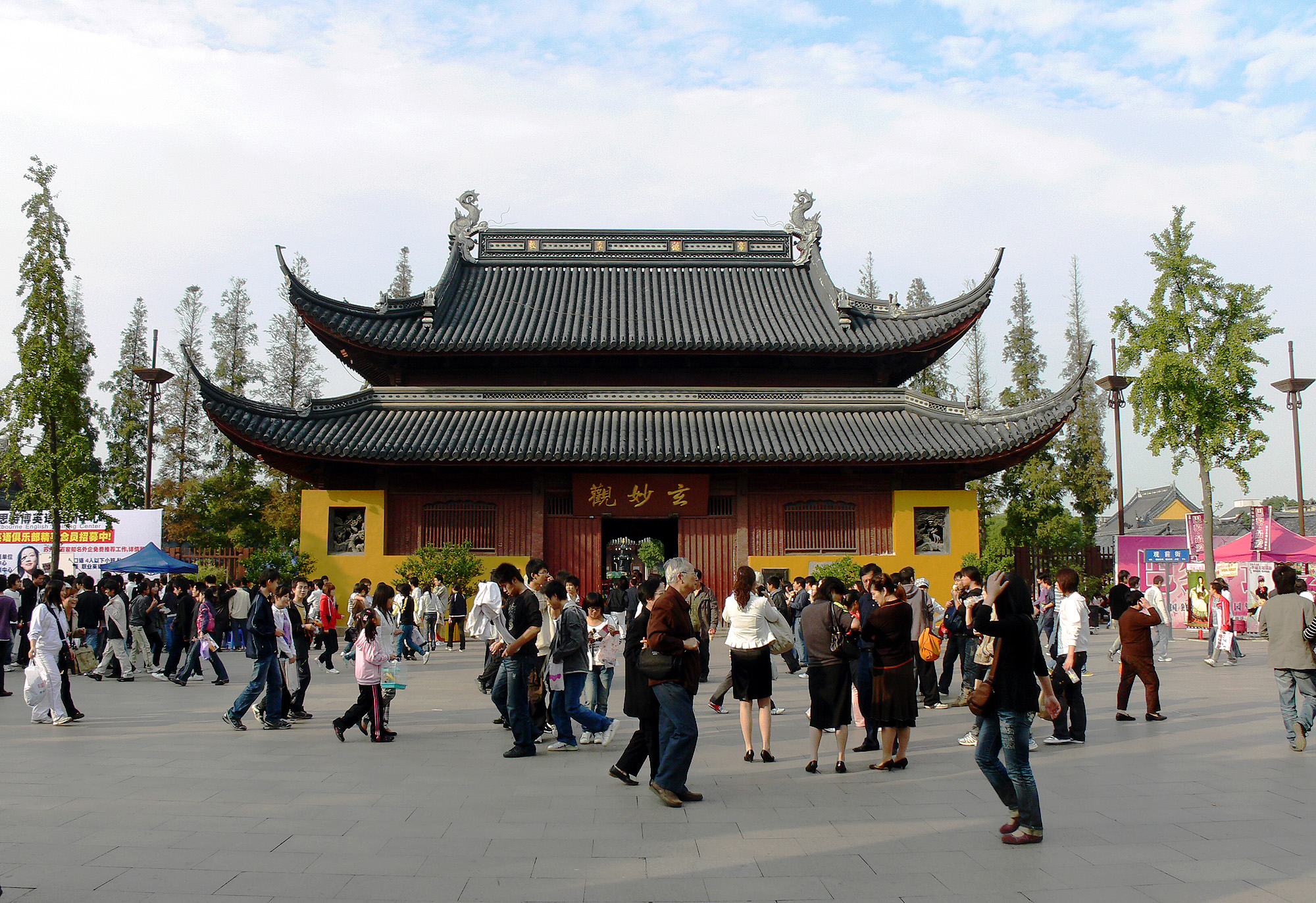
苏州观前街玄妙观
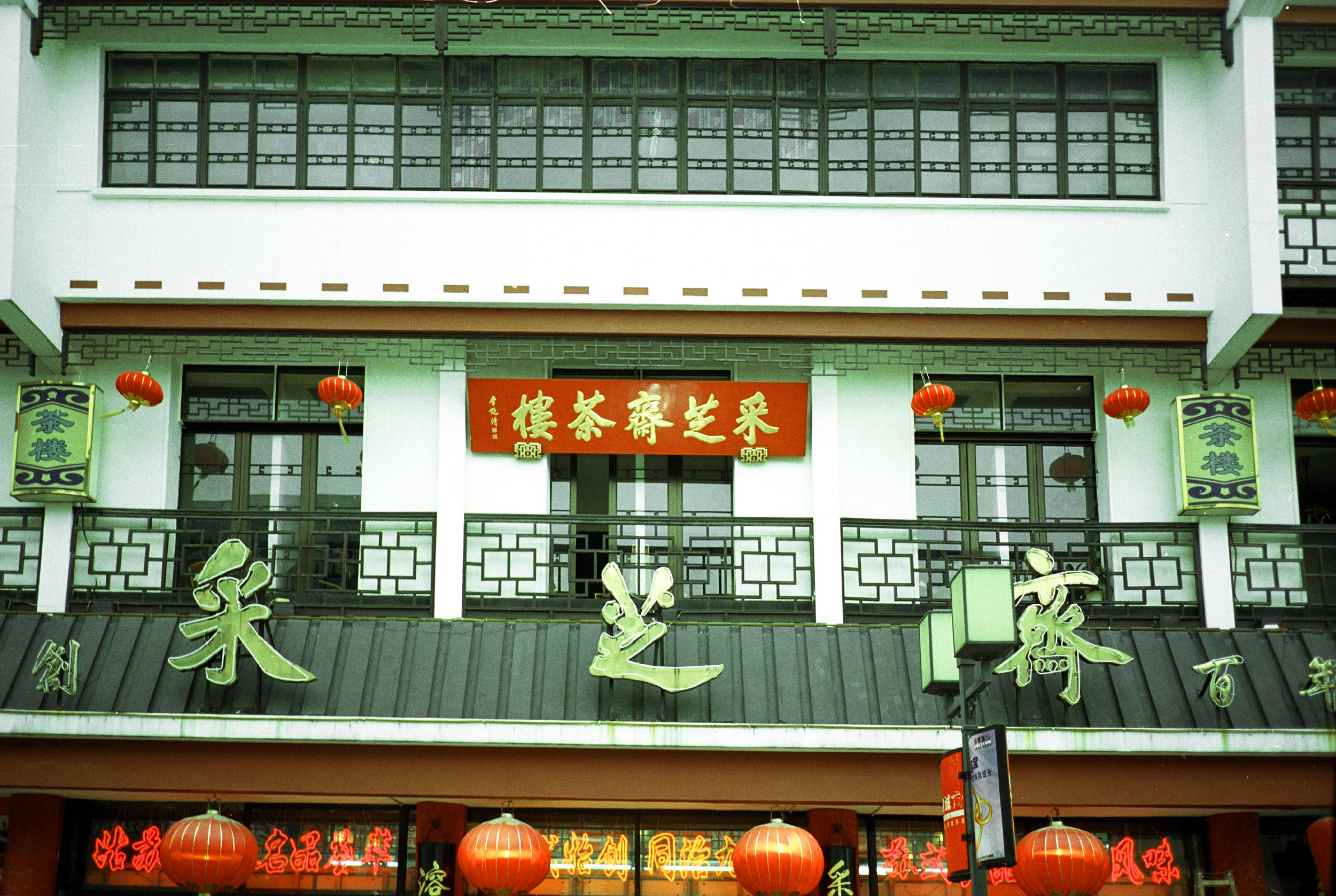
苏州观前街老字号采芝斋糖果店
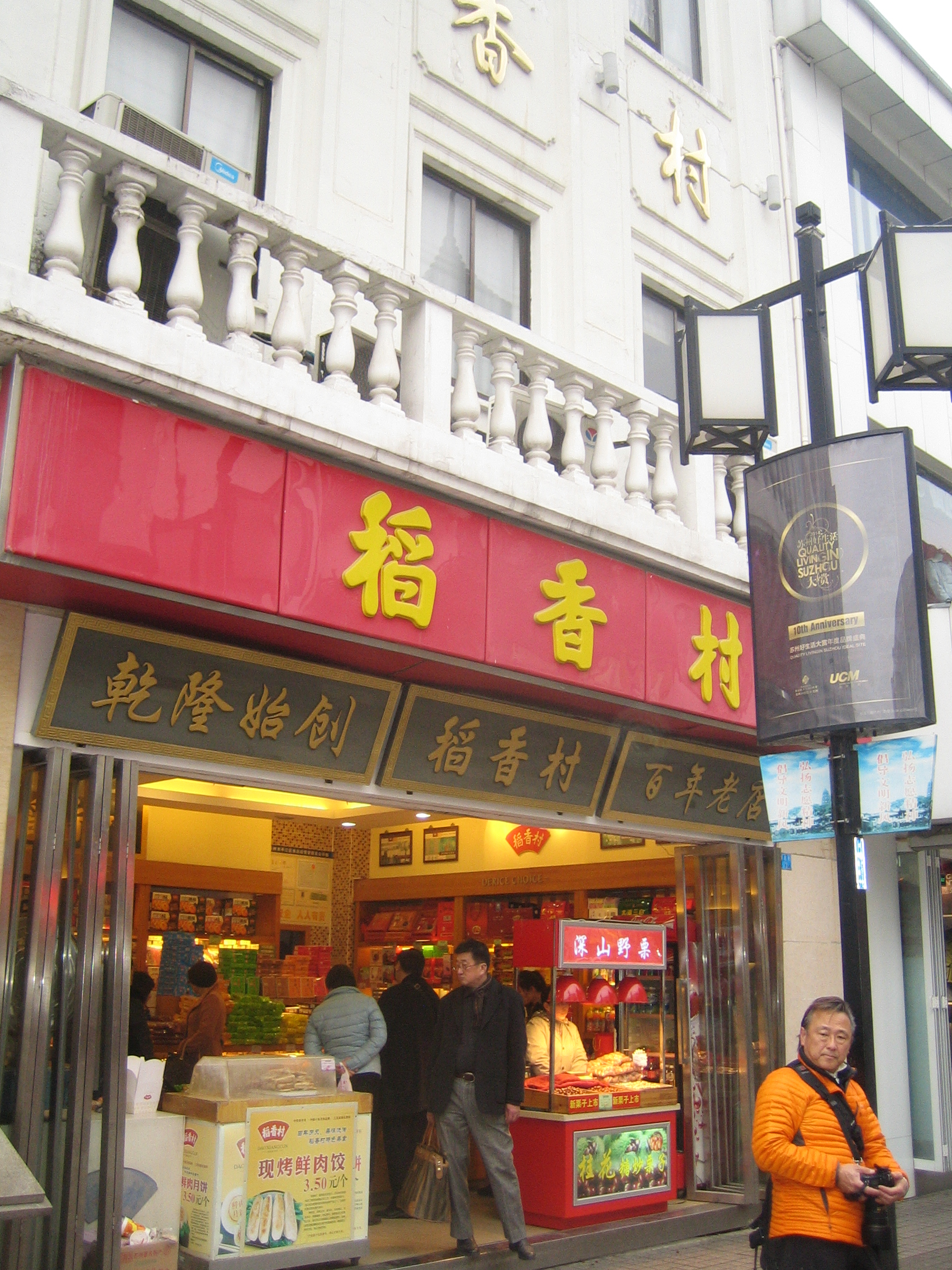
苏州稻香村
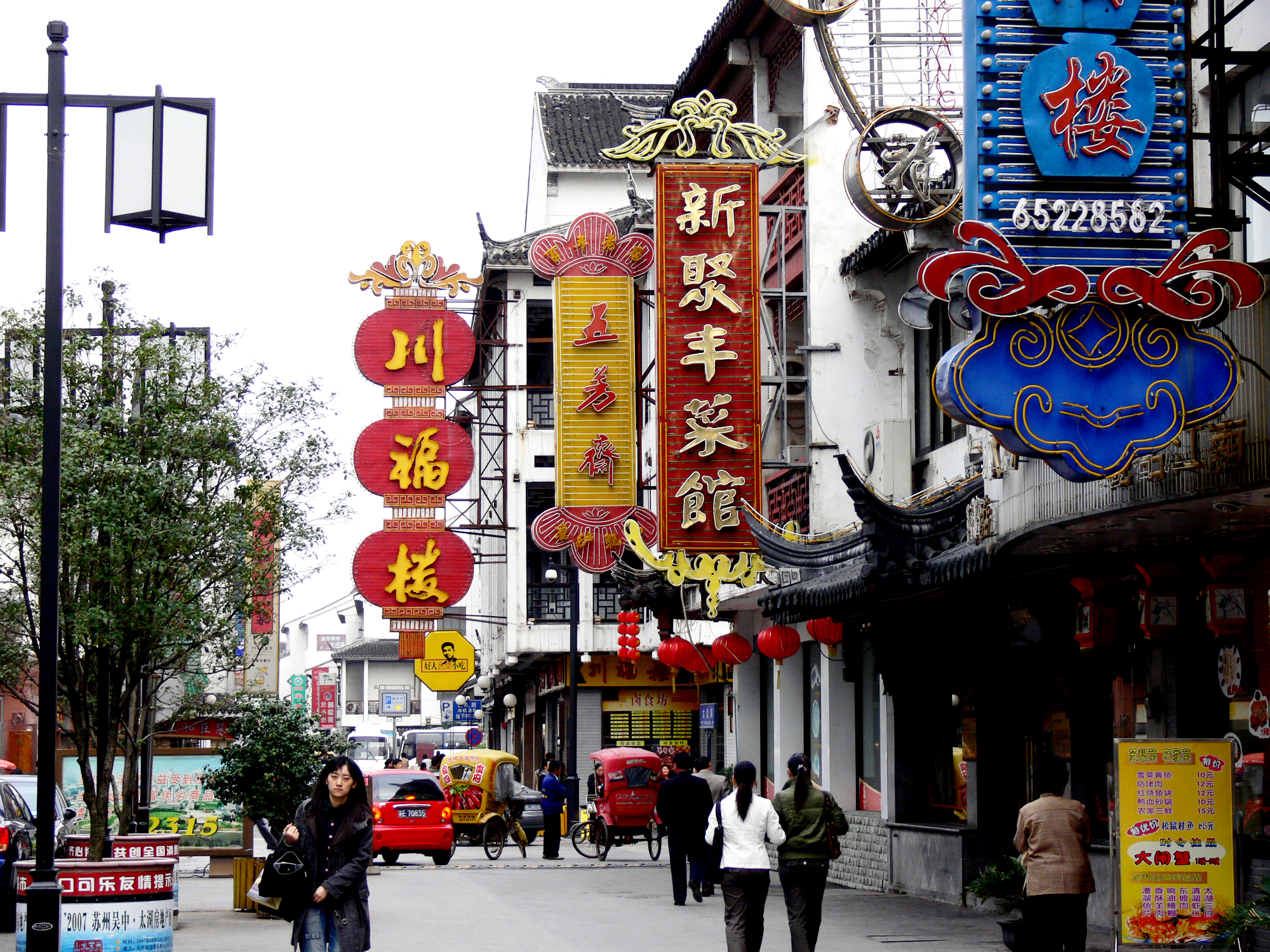
太监弄
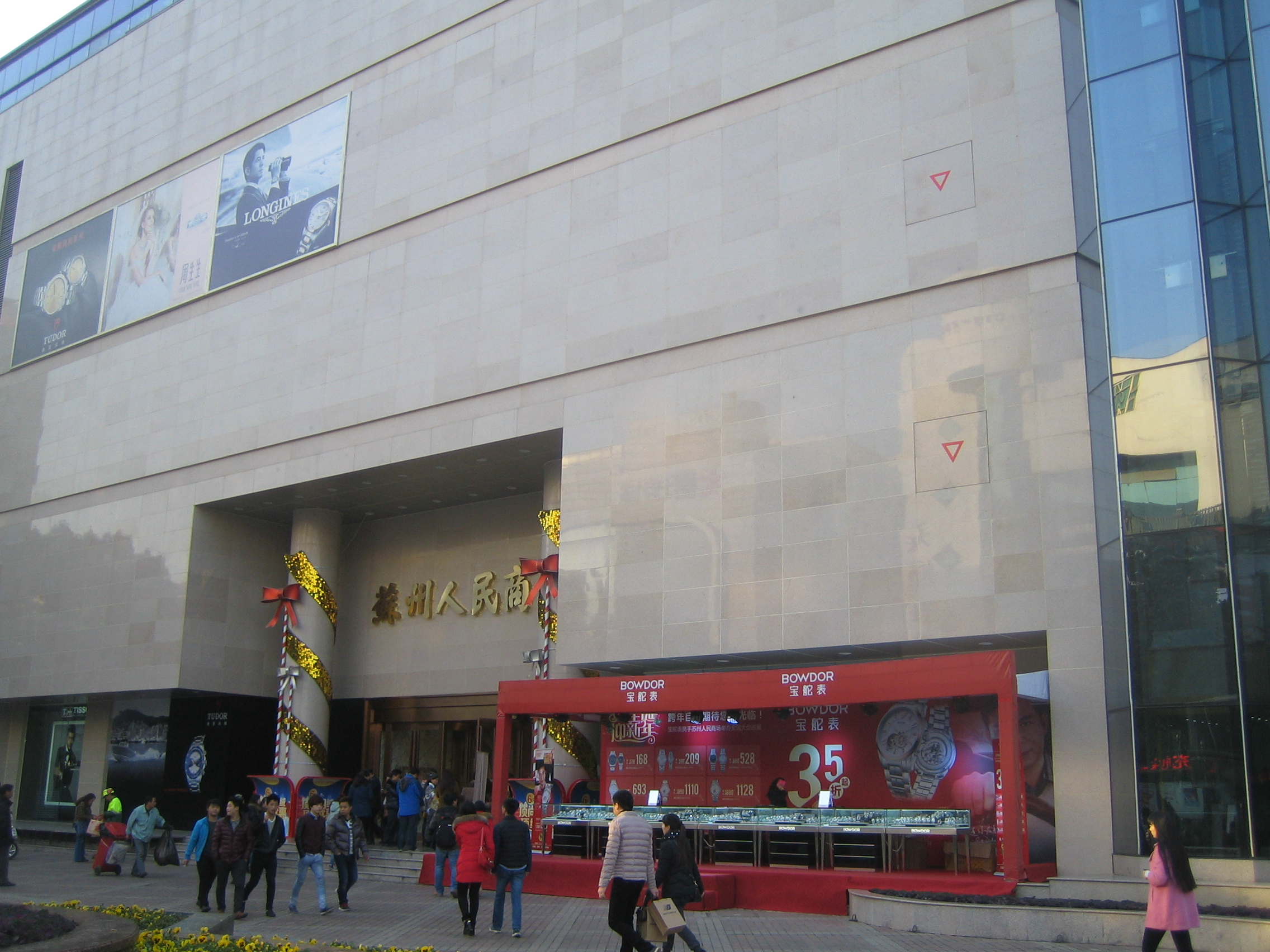
人民商场
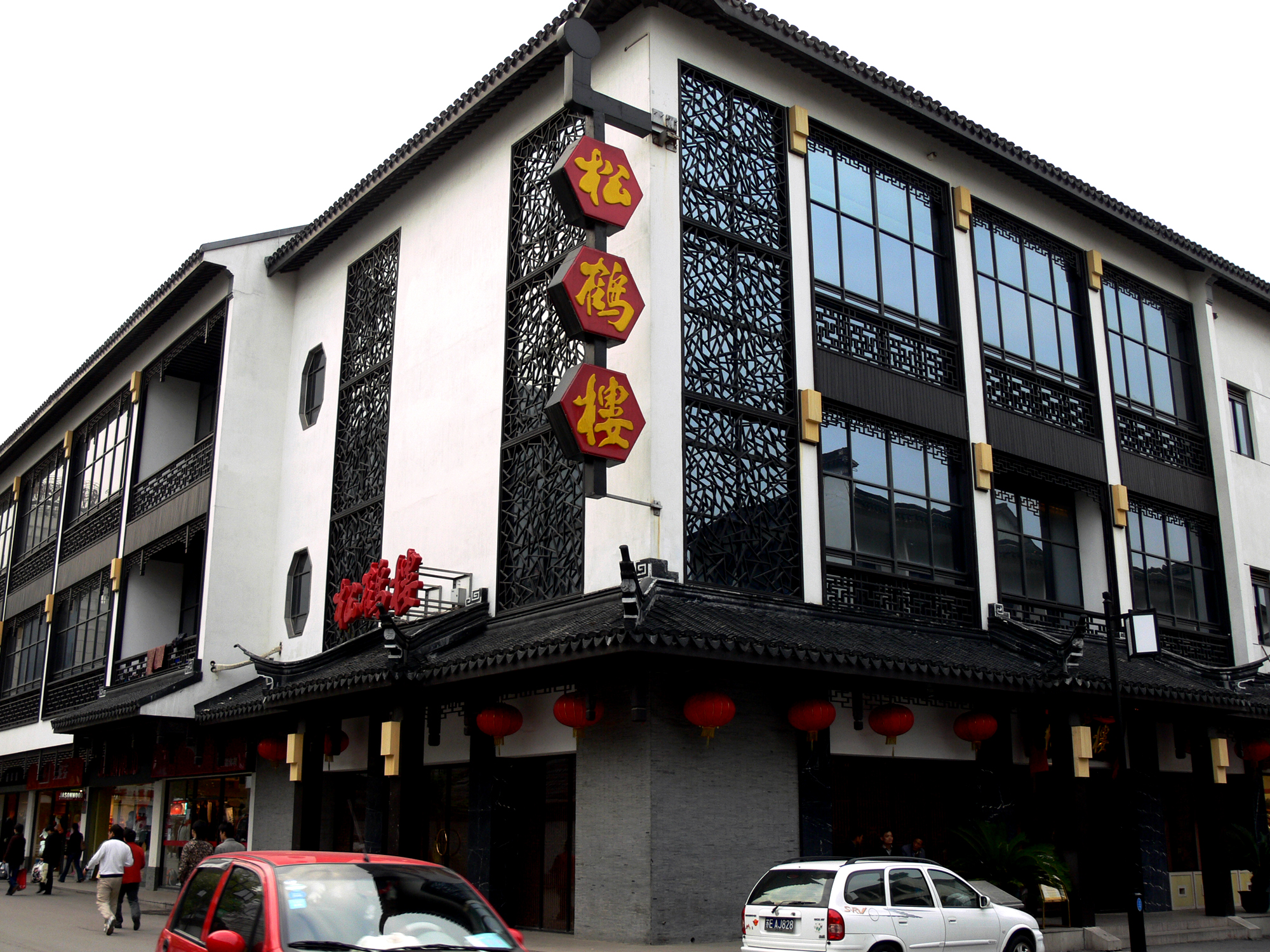
松鹤楼
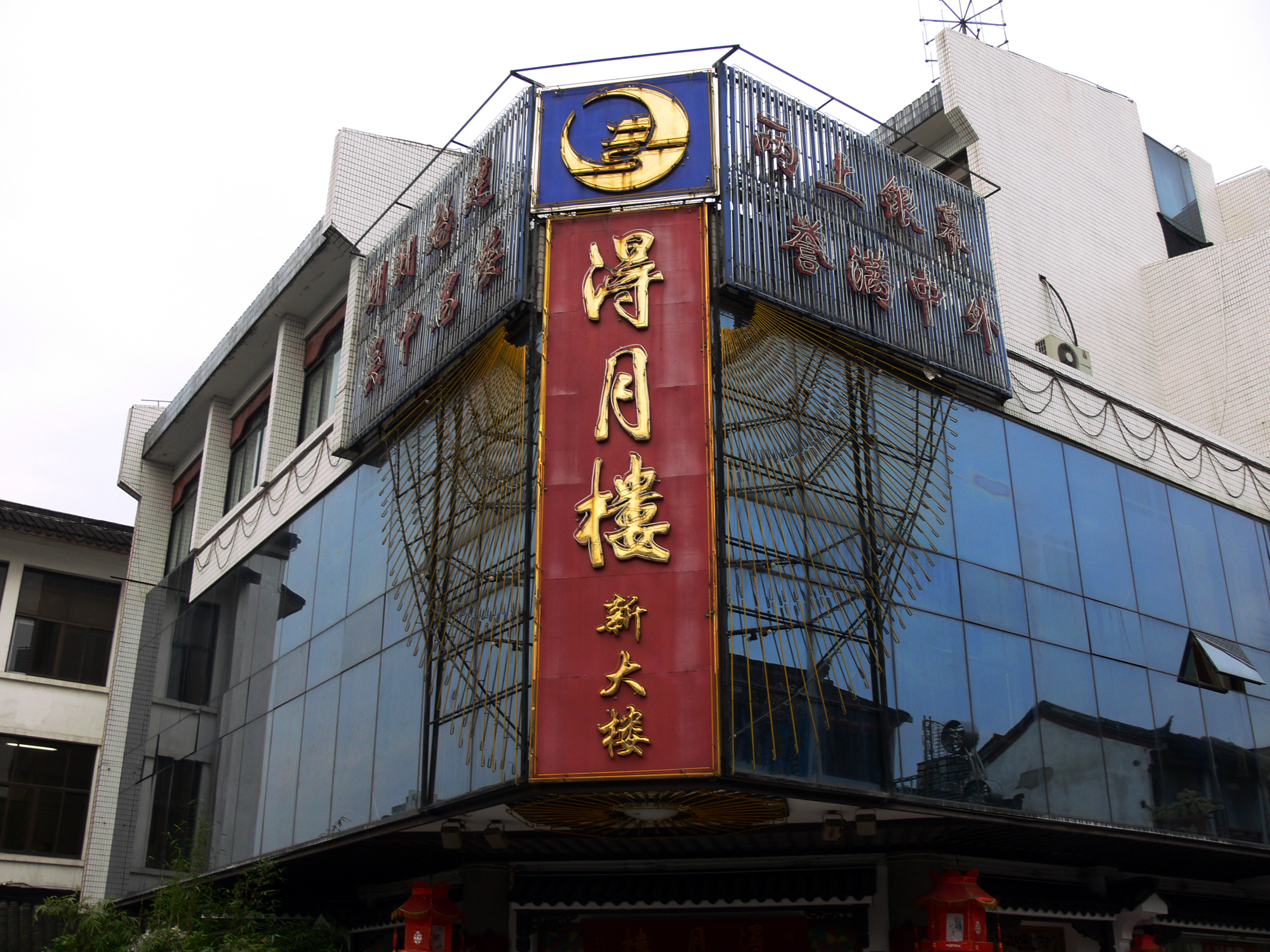
得月楼